# 苏州农业职业技术学院
苏州农业职业技术学院，是位于江苏省苏州市的一所公办普通专科高等学校，隶属江苏省农林厅。

## 历史
- 1907年，建立苏州府官立农业学堂。
- 1912年，更名江苏省立第二农业学校。
- 1927年，更名国立第四中山大学区立苏州农业学校。
- 1929年，更名江苏省立苏州农业学校。
- 1946年，更名江苏省立苏州高级农业职业学校。
- 1949年，更名江苏省苏州农业学校。
- 1949年，更名苏南苏州高级农业技术学校。
- 1952年，更名江苏省苏州农业学校。
- 1958年，成立苏州农业专科学校，与江苏省苏州农业学校合署。
- 1959年，江苏省水利专科学校并入苏州农业专科学校。
- 1962年，苏州农业专科学校撤销。
- 1969年，改为苏州第十二中学。
- 1979年，恢复江苏省苏州农业学校。
- 2001年，恢复苏州农业职业技术学院。

## 教学单位
- 园艺科技学院
- 园林工程学院
- 经济管理学院
- 环境工程学院
- 智慧农业学院
- 食品科技学院
- 国际教育学院
- 继续教育学院
- 素质教育中心创新创业学院[2]